# Konieczki (Ełk)
Konieczki ist ein Teilbezirk (osiedle) in der Stadt Ełk (deutsch Lyck) im Südosten der polnischen Woiwodschaft Ermland-Masuren.

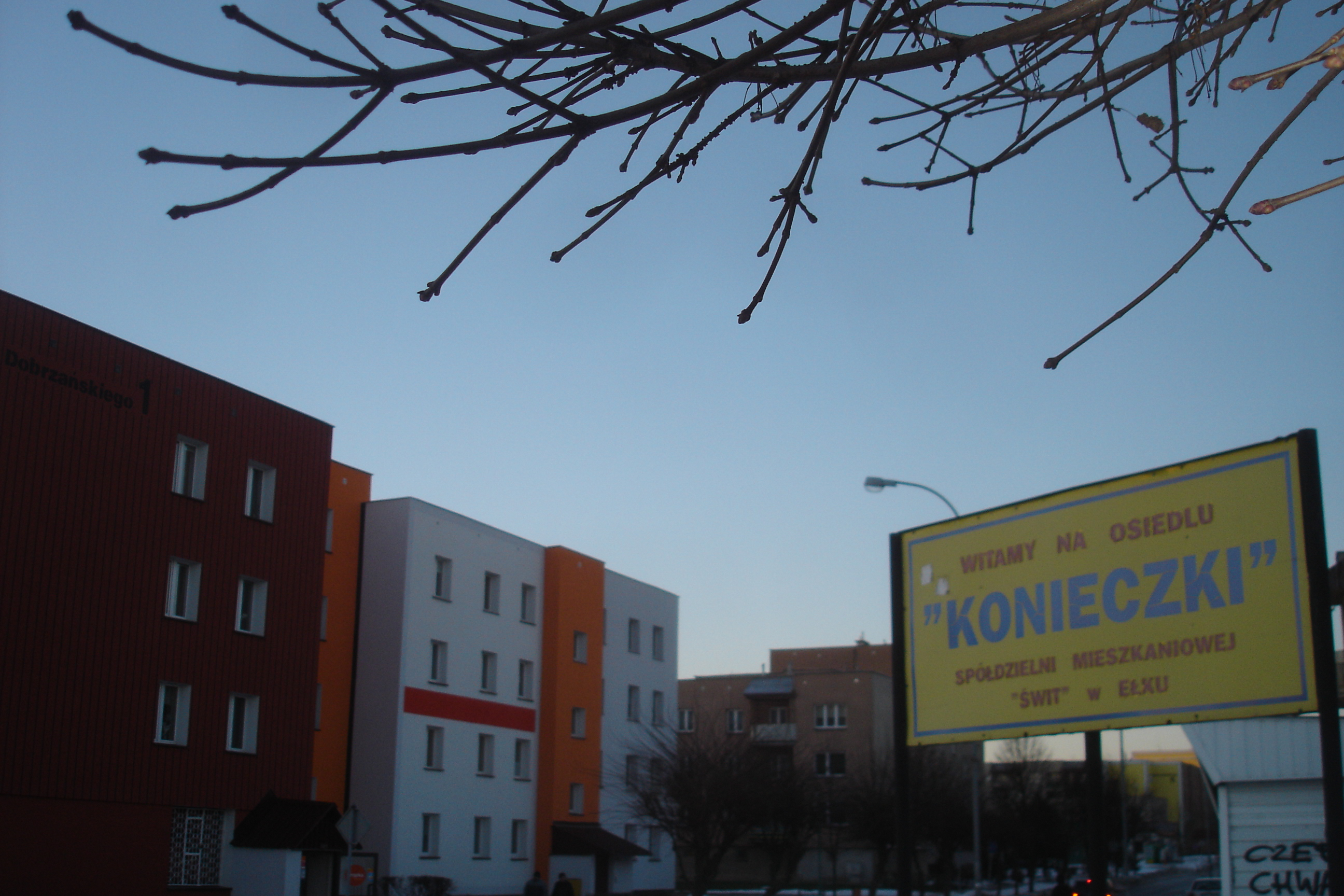
Willkommenstafel an der Ortseinfahrt Konieczki

Der Teilbezirk Konieczki liegt im Nordosten der Stadt zwischen Teilbezirk Pólnoc II im Westen und Teilbezirk Zatorze im Süden. Der Bezirk wird durch die Straßen ul. Karola Augusta Bahrkego bzw. ul. Kolonia im Norden sowie die ul. Wincentego Witosa (hier parallel zur Bahnstrecke Ełk–Tschernjachowsk verlaufend) begrenzt. Im Osten verläuft die Grenze parallel zum Ełk-Fluss.
Drei Kilometer nördlich der Stadt liegt ein gleichnamiges Dorf: Konieczki (deutsch Elisenthal). Für einen historischen Zusammenhang mit dem Stadtteil Konieczki gibt es keinen Beleg. So könnte Konieczki in Ełk auch erst nach 1945 gebildet worden sein. Belegt ist auf jeden Fall, dass der Bezirk Konieczki am 4. Oktober 1954 in das Stadtgebiet eingemeindet wurde.
In Konieczki lebten auf einer Fläche von etwas mehr als neun km² im Jahr 2016 insgesamt 5076 Einwohner.

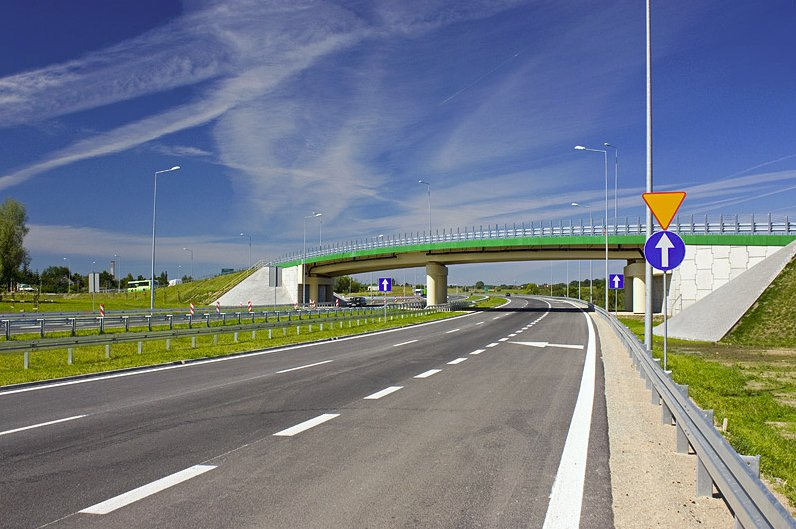
Stadtumfahrung Ełk mit der Überfahrt der ul. Kolonia

Konieczki ist über das Kreuz Kolonia der Stadtumfahrung Ełk von den hier auf gemeinsamer Trasse verlaufenden Landesstraßen 16 und 65 zu erreichen. Die nächste Bahnstation ist der Hauptbahnhof der Stadt Ełk.

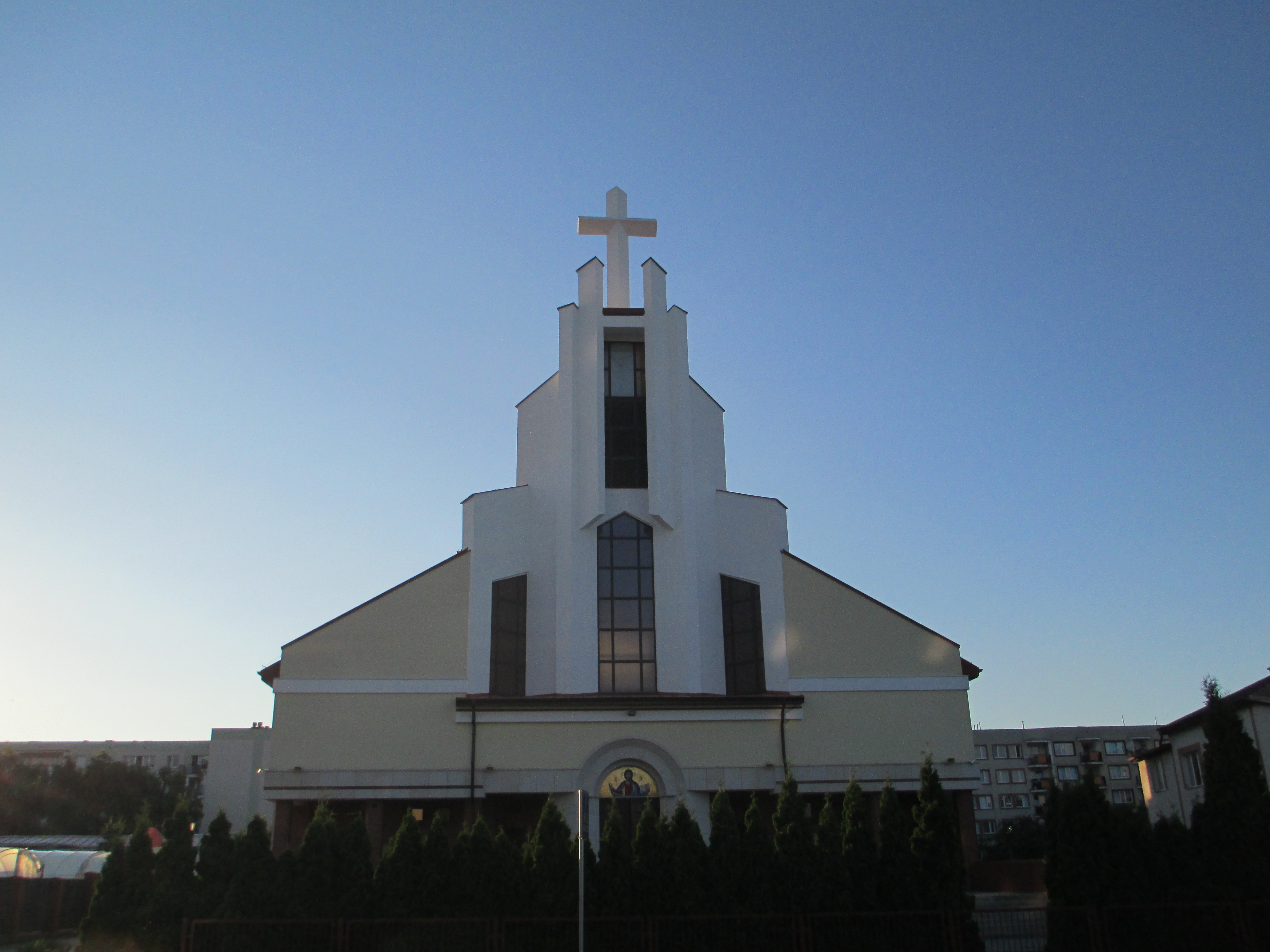
Die katholische Pfarrkirche Chrystusa Sługi in Konieczki

In Konieczki steht als ein markantes Bauwerk die römisch-katholische Kirche Chrystusa Sługi (Christus der Diener, lateinisch Christus Servus). Die Pfarrgemeinde gehört zum Dekanat Miłosierdza Bożego (Barmherzigkeit Gottes) im Bistum Ełk. Eine evangelische Kirchengemeinde besteht im Teilbezirk Centrum, eine Filialgemeinde der Pfarrei Pisz (deutsch Johannisburg) in der Diözese Masuren.